# Foley-artiest

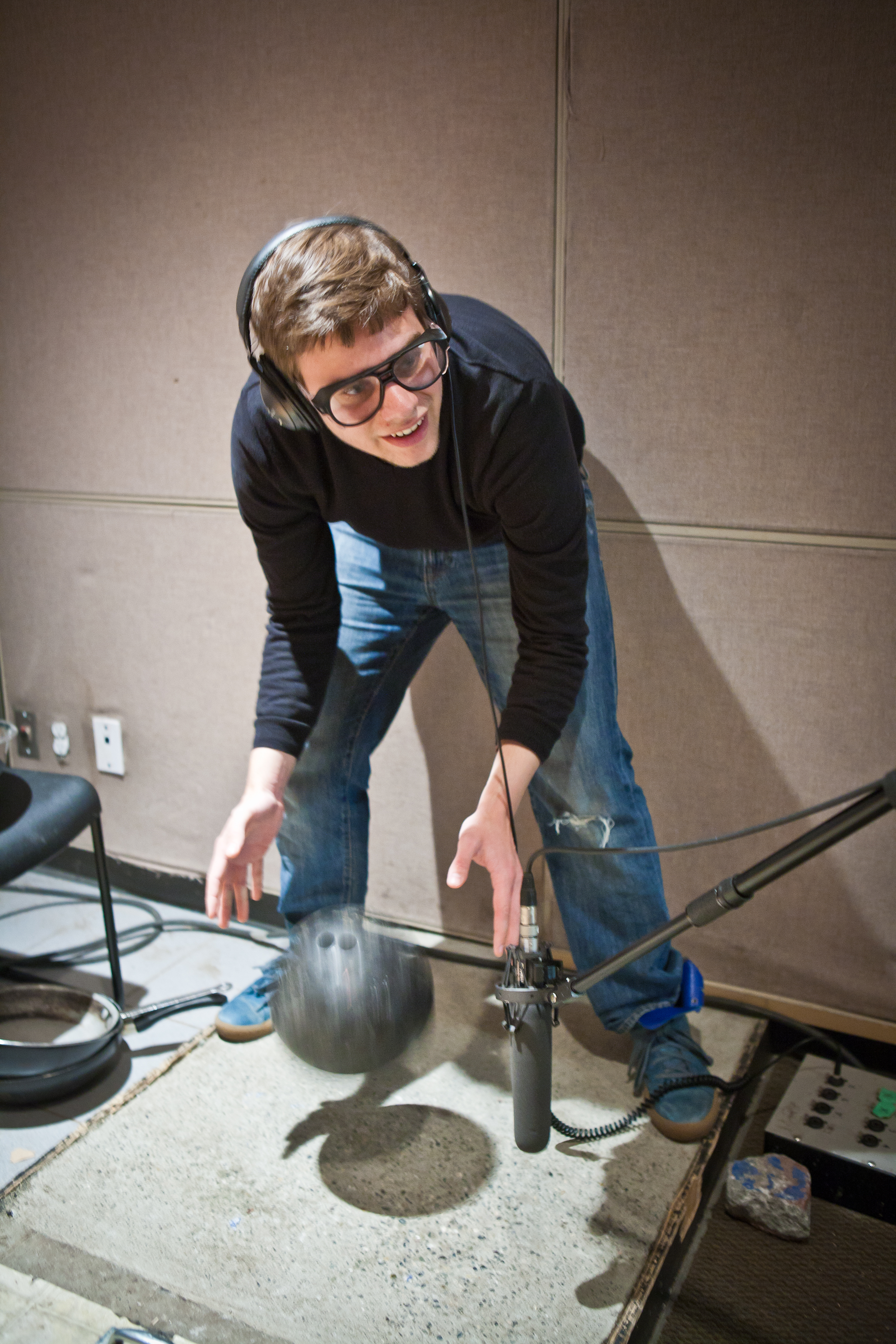
Een foley-artiest aan het werk

Een Foley-artiest of geluidenman is een persoon die zorgt voor de geluidseffecten in een film of hoorspel, zoals voetstappen, piepende deuren of omgevingsgeluiden. In het Vlaams wordt de term bruiteur (uit het Frans) gebruikt, en in het Duits Geräusch(e)macher. De Engelse term foley artist is afgeleid van Jack Foley, een van de eersten die deze methode toepaste. Foley begon zijn carrière in de filmindustrie als stand-in en scenarioschrijver in de periode van de stomme film.
Veel Italiaanse en Bollywoodfilms, en vrijwel alle animatieseries en tekenfilms maken gebruik van een foley-geluid. In films kunnen hierdoor ongewenste achtergrondgeluiden tijdens de opname weggepoetst worden, zoals overvliegende vliegtuigen.